# Cani (gruppo musicale)
I Cani sono stati un gruppo musicale della prima  dell'hardcore punk italiano. Formatisi nel 1982 a Pesaro, si sciolsero nel 1985.  Il gruppo fu parte della scena hardcore italiana che andava dalle Marche alla Romagna, a cui sono riconducibili gruppi come Vivisexione di Pesaro, Wasted Glory di Cervia-Pesaro, i Dioxina di Rimini-Pesaro, i Rivolta dell'odio, i Cracked Hirn e gli Azione non violenta di Ancona, i Paper's gang (poi divenuti i Gang) di Filottrano, i Reig di Macerata ed i Dictatrista di Ascoli Piceno.

## Storia dei Cani

### Periodo di attività
I Cani nascono a Pesaro nel 1982 dall'incontro di Mauro Copes (in arte Mughy), Roberto Russo, Adamo Sanchini e Mirco Uguccioni, presto sostituito da Eric Lumen. La loro prima cassetta autoprodotta recava in copertina l'immagine di due cani che si accoppiano.
Nel 1983 esce per la Dischi Storti Records l'EP Guai a voi!, che da molti è considerato uno dei primi e migliori dischi di hardcore punk italiano. Del tour che ne seguì, il concerto di Roma al Forte Prenestino, che proprio in quegli anni iniziava la sua attività, è menzionato nel libro Lumi di punk: la scena italiana raccontata dai protagonisti di Marco Philopat. Il disco viene inoltre citato nel numero 10 del 1983 di Maximumrocknroll, fanzine specializzata con base a San Francisco ed una delle poche pubblicazioni americane che recensiva dischi e teneva repotage anche della scena europea ed italiana.
Nello stesso anno partecipano a Goot from the Boot, compilation su vinile edita dalla Spittle Records, a Loro Decidono...Tu Paghi! - They Decide...You Pay!, compilation di hardcore punk italiano su cassetta coprodotta dalla tape label ligure Edizioni Storie Tese e dalla statunitense Bad Compilation Tapes,  alla compilazione in vinile Quelli che urlano ancora della C.A.S. Records, etichetta dei bolognesi Nabat ed ancora a  Raptus - Negazione & Superamento, compilazione su vinile edita dalla Meccano Records di Giulio Tedeschi definita come "Una delle raccolte simbolo della primissima generazione hardcore italiana".
La loro attività prosegue fino al 1985 con numerose partecipazioni a compilation di hardcore ed anche successivamente i loro brani vengono pubblicati più volte in compilation e raccolte.

### I Cani dopo i Cani
Dopo lo scioglimento del gruppo, Roberto Russo e Adamo Sanchini formano i Boohoos.
Nel 1987 i brani Questa è la tua vita e Quando sarai grande vengono inseriti nella compilation su cassetta dal titolo Around the World in 90 Minutes edita dalla tape label belga Smurf Punk Tapes.
Nel 1998 Alessandro Bolli dedica a loro una voce nel suo Dizionario dei Nomi Rock edito da Arcana Editrice.
Nel 2002 il brano Guai a voi! viene inserito nella compilation Killed By Hard Core Compilation # Two, prodotta dalla statunitense Redrum Records (KBD).
Nel 2011 la Dischi Storti Records, in collaborazione con la SOA Records, pubblica una raccolta dei Cani dal titolo Tutto quello che io chiedo.
Nel 2009 Mauro Copes pubblica il romanzo: Fuori dal Freddo, pubblicato dalla montag edizioni.

### Curiosità
- Il loro EP Guai a Voi! è stato venduto su eBay a 710 dollari[11].

## Formazione
- Mauro "Mughy" Copes – voce
- Roberto Russo – chitarra
- Adamo Sanchini – basso
- Erik Lumen – batteria

### Ex-componenti
- Mirco Uguccioni – batteria

## Discografia

### Album in studio
- 1983 – Flash di sangue (autoproduzione)[12]

### EP
- 1984 – Guai a voi! (Dischi Storti Records)[13]

### Raccolte
- 2011 – Tutto quello che io chiedo (SOA Records, Dischi Storti Records)

### Apparizione in compilazioni
- 1984 – Goot from the Boot - con i brani Sabotaggio e Quando sarai grande (Spittle Records - ristampe: 2006 Spittle Records, 2007 Gonna Puke)
- 1984 – Loro decidono... Tu paghi! - They Decide...You Pay! - con i brani Questa è la tua vita, Di che parli?, I tempi son cambiati, Quando sarai grande e Guai a voi! (Edizioni Storie Tese, Bad Compilation Tapes)
- 1985 – Raptus - Negazione & Superamento - con i brani La mia carta e E allora capirai... Un nuovo mondo (Meccano Records)
- 1985 – Quelli che urlano ancora - con il brano Vivi la tua vita (C.A.S. Records - ristampa: 1999 Potere Records)
- 1985 – O con noi o contro di noi - con il brano Vivi la tua vita (Kriminal Tape, Cavallo Noise Rec)
- 1987 – Around the World In 90 Minutes - con i brani Questa è la tua vita, e Quando sarai grande (Smurf Punk Tapes)
- 1994 – Prima della Seconda Repubblica - con i brani I tempi son cambiati (Provincia Attiva)
- 1995 – Rovina Hardcore - Live 1981-1985 - con il brano Guai a voi! (Provincia Attiva)
- 1999 – Quelli che urlano ancora - con i brani Questa è la tua vita, Di che parli?, I tempi son cambiati, Quando sarai grande e Guai a voi! (Neo-Form)
- 2002 – Killed By Hard Core Compilation # Two - con il brano Guai a voi! (non ufficiale)
- 2003 – senza titolo - con i brani Di che parli? e I tempi son cambiati (Libero Records)